# Thủ tướng Bangladesh
Thủ tướng Bangladesh (tiếng Bengal: বাংলাদেশের প্রধানমন্ত্রী, romanised: Bānlādēśēra pradhānamantrī) là người đứng đầu chính phủ của Bangladesh. Thủ tướng lãnh đạo nội các và chịu trách nhiệm trước Jatiya Sangsad.
Thủ tướng do tổng thống bổ nhiệm trong số người có khả năng giành được sự tín nhiệm của Jatiya Sangsad. Thủ tướng luôn luôn là người lãnh đạo của đảng lớn nhất (hay liên hiệp) ở trong Jatiya Sangsad và phải tin tưởng Jatiya Sangsad để cầm quyền.
Đôi khi có một số tranh cãi ai là người nên được xem là Thủ tướng. Mashiur Rahman cầm quyền dưới chức vụ "Bộ trưởng cao cấp". Ngoại trừ các lãnh đạo lâm thời (nhưng bao gồm Mashiur Rahman, Bộ trưởng cao cấp), đã có 11 Thủ tướng Bangladesh. Một người, Khaleda Zia, đã giữ chức vụ này 3 nhiệm kỳ bao gồm hai nhiệm kỳ liên tục nhau. Bà cũng giữ kỷ lục về tổng số thời gian giữ chức thủ tướng lâu nhất. Tuy nhiên, Sheikh Hasina Wazed lại giữ kỷ lục sát nút về thời gian nắm quyền thủ tướng không gián đọan, với nhiệm kỳ của bà dài hơn một vài tuần so với nhiệm kỳ thứ nhất của Khaleda Zia.
|    | Tên                            | Nhậm chức        | Rời chức         | Đảng                    |
| 1  | Tajuddin Ahmed                 | 11 tháng 4 1971  | 13 tháng 1 1972  | Liên đoàn Awami         |
| 2  | Sheikh Mujibur Rahman          | 13 tháng 1 1972  | 26 tháng 1 1975  | Liên đoàn Awami         |
| 3  | Mohammad Mansoor Ali           | 26 tháng 1 1975  | 15 tháng 8 1975  | Liên đoàn Awami         |
| 4  | Shah Azizur Rahman             | 15 tháng 4 1979  | 24 tháng 3 1982  | Đảng Dân tộc Bangladesh |
| 5  | Ataur Rahman Khan              | 30 tháng 3 1984  | 9 tháng 7 1986   | Đảng Jatiya             |
| 6  | Mizanur Rahman Chowdhury       | 9 tháng 7 1986   | 27 tháng 3 1988  | Đảng Jatiya             |
| 7  | Moudud Ahmed                   | 27 tháng 3 1988  | 12 tháng 8 1989  | Đảng Jatiya             |
| 8  | Kazi Zafar Ahmed               | 12 tháng 8 1989  | 6 tháng 12 1990  | Đảng Jatiya             |
| 9  | Khaleda Zia, thứ nhất và thứ 2 | 20 tháng 3 1991  | 30 tháng 3 1996  | Đảng Dân tộc Bangladesh |
| -  | Habibur Rahman                 | 31 tháng 3 1996  | 22 tháng 7 1996  | Lâm thời (tạm thời)     |
| 10 | Sheikh Hasina                  | 23 tháng 6 1996  | 15 tháng 7 2001  | Liên đoàn Awami         |
| -  | Latifur Rahman                 | 16 tháng 7 2001  | 9 tháng 10 2001  | Lâm thời (tạm thời)     |
| 11 | Khaleda Zia, thứ 3             | 10 tháng 10 2001 | 29 tháng 10 2006 | Đảng Dân tộc Bangladesh |
| -  | Iajuddin Ahmed                 | 20 tháng 10 2006 | 10 tháng 1 2007  | Lâm thời (tạm thời)     |
| -  | Fazlul Haque                   | 11 tháng 1 2007  | 11 tháng 1 2007  | Lâm thời (tạm thời)     |
| -  | Fakhruddin Ahmed               | 12 tháng 1 2007  | 6 tháng 1 2009   | Lâm thời (tạm thời)     |
| 12 | Sheikh Hasina, thứ 2           | 6 tháng 1 2009   | 5 tháng 8 2024   | Liên đoàn Awami         |